# オープンマイク
オープンマイク（英語: open mic）とは「店のマイクを、飛び入りの客に開放する」あるいは「客が店のマイクを使って、音楽の演奏や歌唱、詩の朗読、寸劇、お笑いのネタ披露、手品、紙芝居などのパフォーマンスを行えるという営業形態（の店）」のことである。

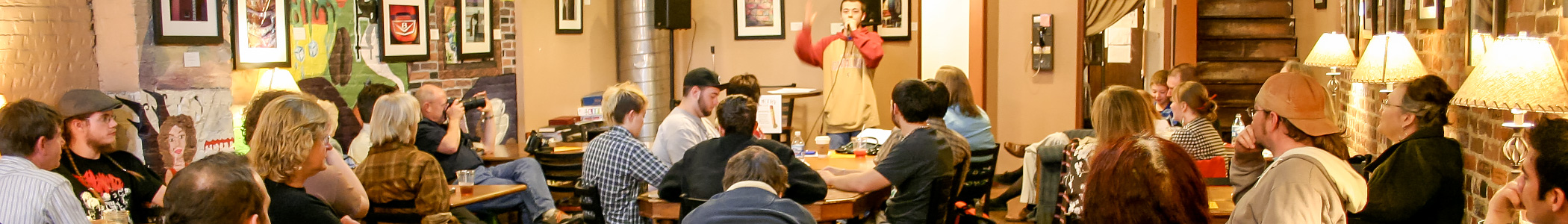
オープンマイクで詩を朗読する男性(米国)

## 歴史と現状
素人の客や一見の客も飛び入りで上演側に参加できるという営業形態は、参加型民謡ライブを行っている沖縄の民謡酒場や、オープンセッション形式のパブ・セッションを行っているアイリッシュ・パブのように、昔から世界各地に存在した（ただし、これらは通常オープンマイクとは呼ばない）。
現代的なオープンマイクの起源は、一説によると、1930年代のパリでPaulette Nardal（英語版）とJeanne Nardal（英語版）の姉妹を中心とする黒人系の知識人・学生がカフェに集まり、自作の詩やメッセージ性に富むエッセイを朗読して発表したのが始まりであるという。

オープンマイクは、欧米ではポピュラーなイベントである。コメディアンのルイ・C・Kや、ミュージシャンのリオン・ブリッジズのように、オープンマイクで技量を磨いてプロになったパフォーマーも欧米では珍しくない。

一方、日本ではオープンマイクはまだ数少ないイベントである。とはいえ、近年は首都圏を中心にオープンマイクを採り入れる店が増えつつある。

## 営業形態

### 日時と場所
- 常設店舗：普段は通常営業を行っているカフェやバー、パブ、ライブハウスなどが、毎週あるいは毎月のある特定の日時に限って「オープンマイク」を行い、客に上演の場を提供することがある。中には、一年中、毎日オープンマイクであることを売りにしている店もある。客は店のマイクを使い、楽器の演奏や弾き語り、歌、詩の朗読、コント、アカペラによる合唱、お笑いのネタ、などのパフォーマンスを発表することができる（マイクの使用は絶対条件ではなく、客席との距離などに応じてマイクを通さず生音で演奏やパフォーマンスをする場合もあるが、その場合も「オープンマイク」と呼ぶ）。
- 常設店舗以外：学校や音楽教室、企業、町内会、軍隊などが、親睦イベントや娯楽活動として臨時にオープンマイクを開催することがある。

### 客層
店によって様々である。気晴らしのため来るアマチュアの客もいれば、プロを目指す若手がライブ度胸をつけるためオープンマイクで人前で持ち芸を披露したり、セミプロやプロの音楽家が友人たちと飲食を楽しみながら生演奏を披露するため、オープンマイクを利用することもある。自分は発表しないが、他の客の生のパフォーマンスを楽しむために来店する客や、バンド活動の仲間を発掘するために来店する客もいる。

### 進行の方法
オープンマイクの進めかたは店ごとにさまざまである。
- 飛び入り方式：司会者がいないゆるい形のオープンマイクの店では、営業時間中にたまたま来合わせた客同士が自然発生的な即興セッションや生カラオケ（生演奏をバックに歌うこと）を楽しむ。
- エントリー方式：司会者が司会進行を仕切るライブハウスに近いオープンマイクの店では、当日エントリー制や事前エントリー制を採り、発表を申し込んだ客の上演順や持ち時間を決める（参加人数が少ない日は「2巡目」「3巡目」を行うこともある）。開催日によって「オールジャンル」「アニメソング」「昭和歌謡」「ビートルズ」「Jazzセッション」「女子限定」などの特集を組むこともある。
- ホスト方式：プロのミュージシャンが「ホスト」[注釈 1]（司会役兼演奏者）として客の伴奏をサポートする店もある。

### 使用楽器
客が自分の楽器を持ち込む場合もあれば、店が貸し出す楽器（ピアノやギター、カホン等）を使う場合もある。

## ギャラリー

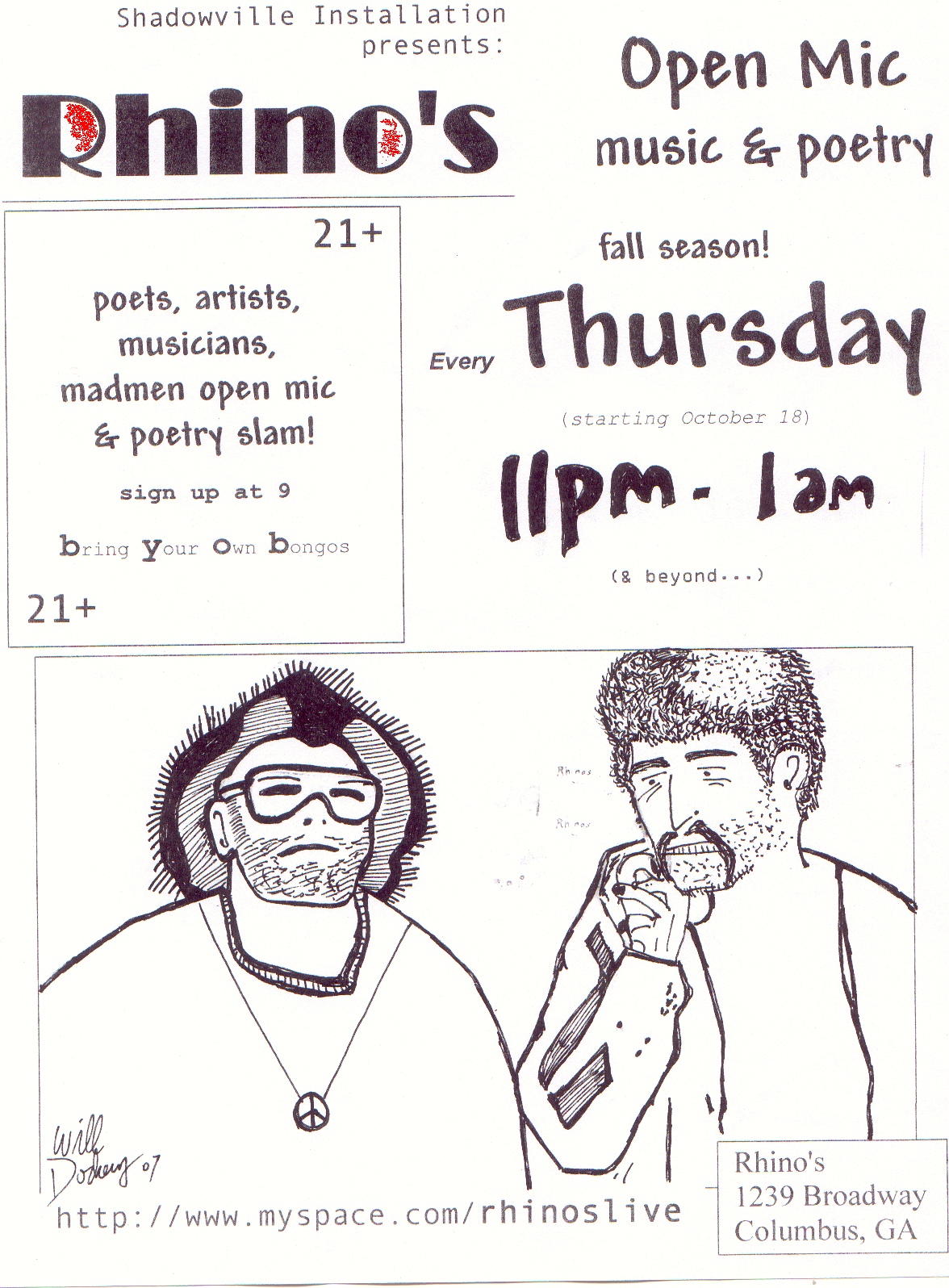
音楽と詩の朗読のオープンマイクの開催予告(米国)。店舗名、日時、注意事項(「21+」=米国の法律で飲酒が許されるのは21歳以上。「ボンゴは各自持参」)等が記載されている。
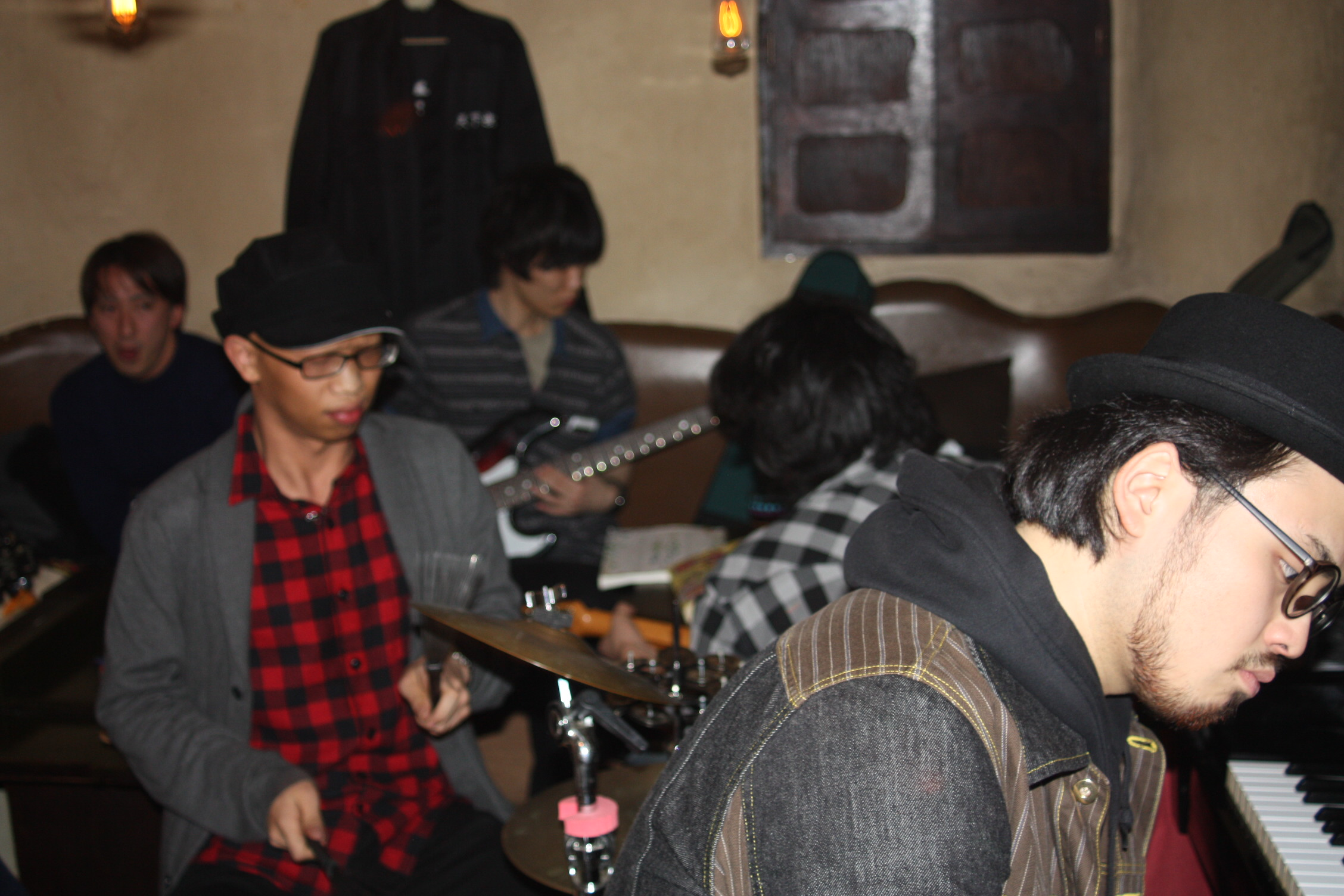
常設店舗の、ゆるい形のオープンマイク(日本 ライブバーロシナンテ)。たまたま居合わせた客どうしが即興セッションを楽しんでいる。
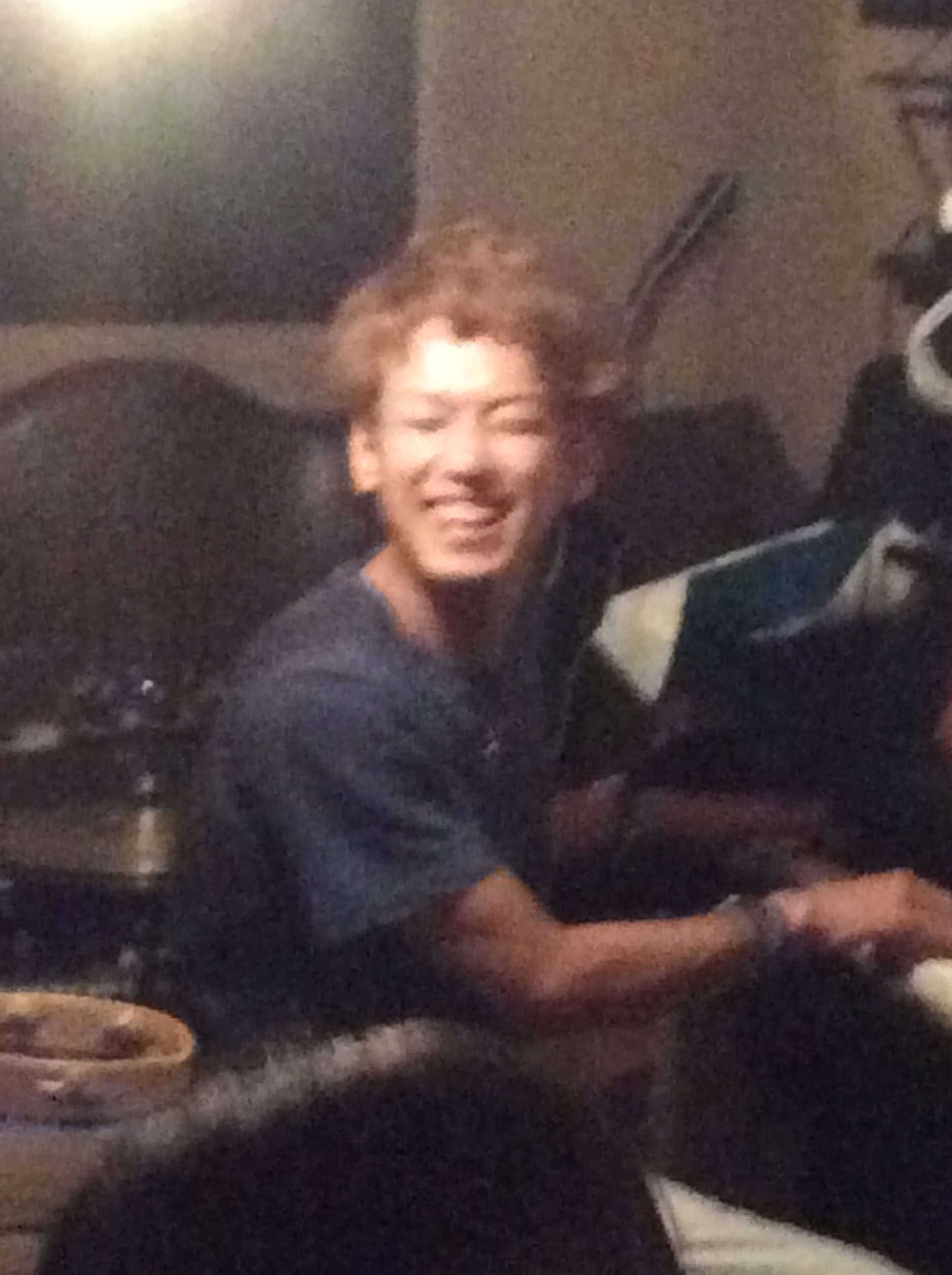
オープンマイクでピアノを楽しそうに弾く男性客(日本 ライブバーロシナンテ)
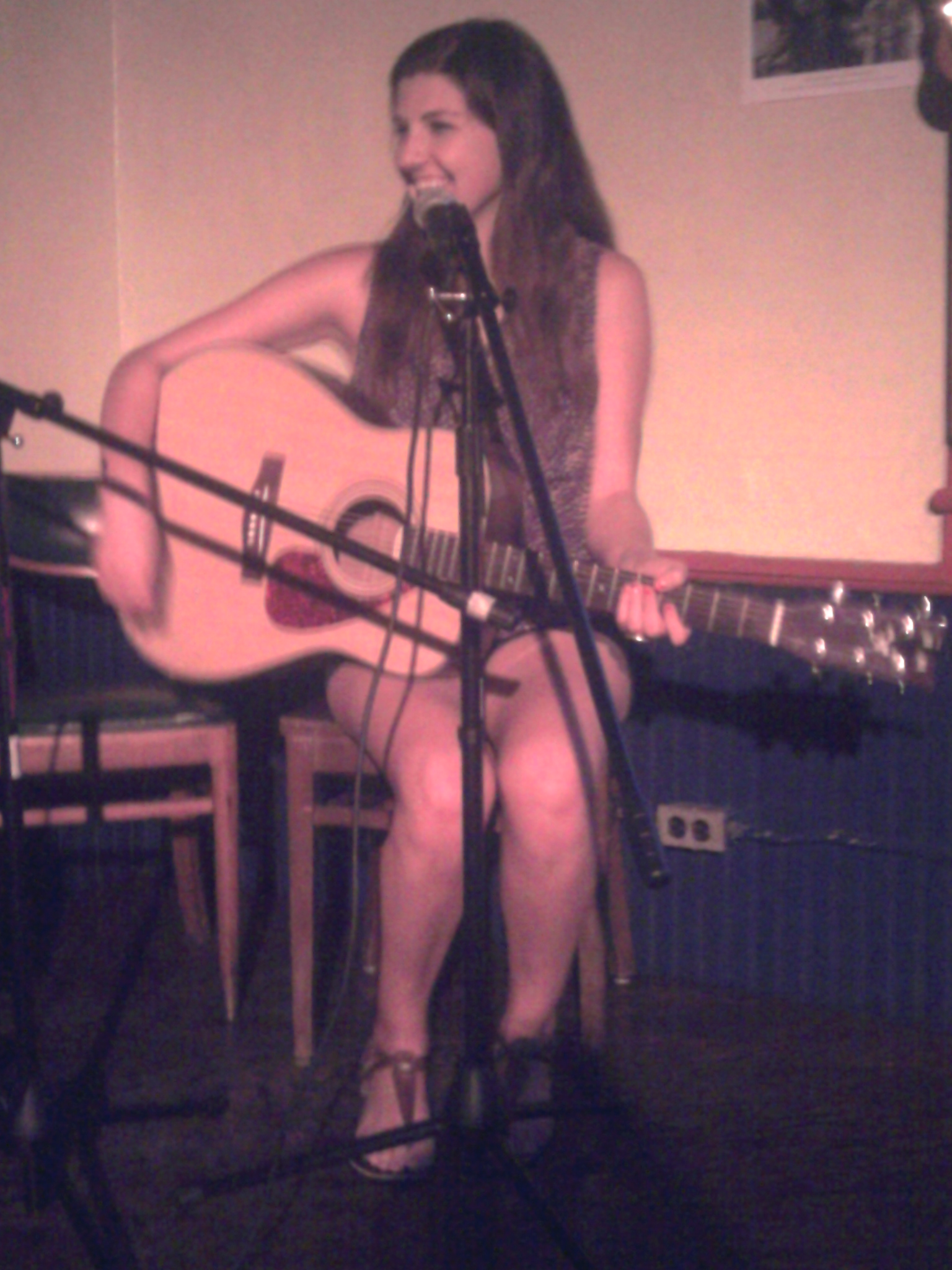
オープンマイクでギターを弾く女性客(米国)
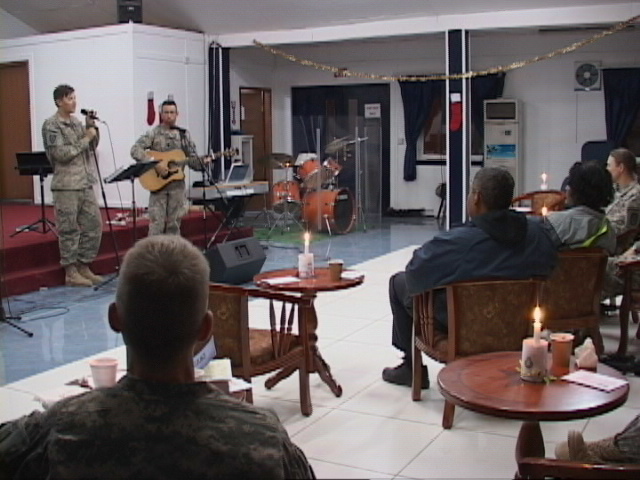
軍隊の中の娯楽活動として開かれたオープンマイク(イラク、バグダッド多国籍師団)
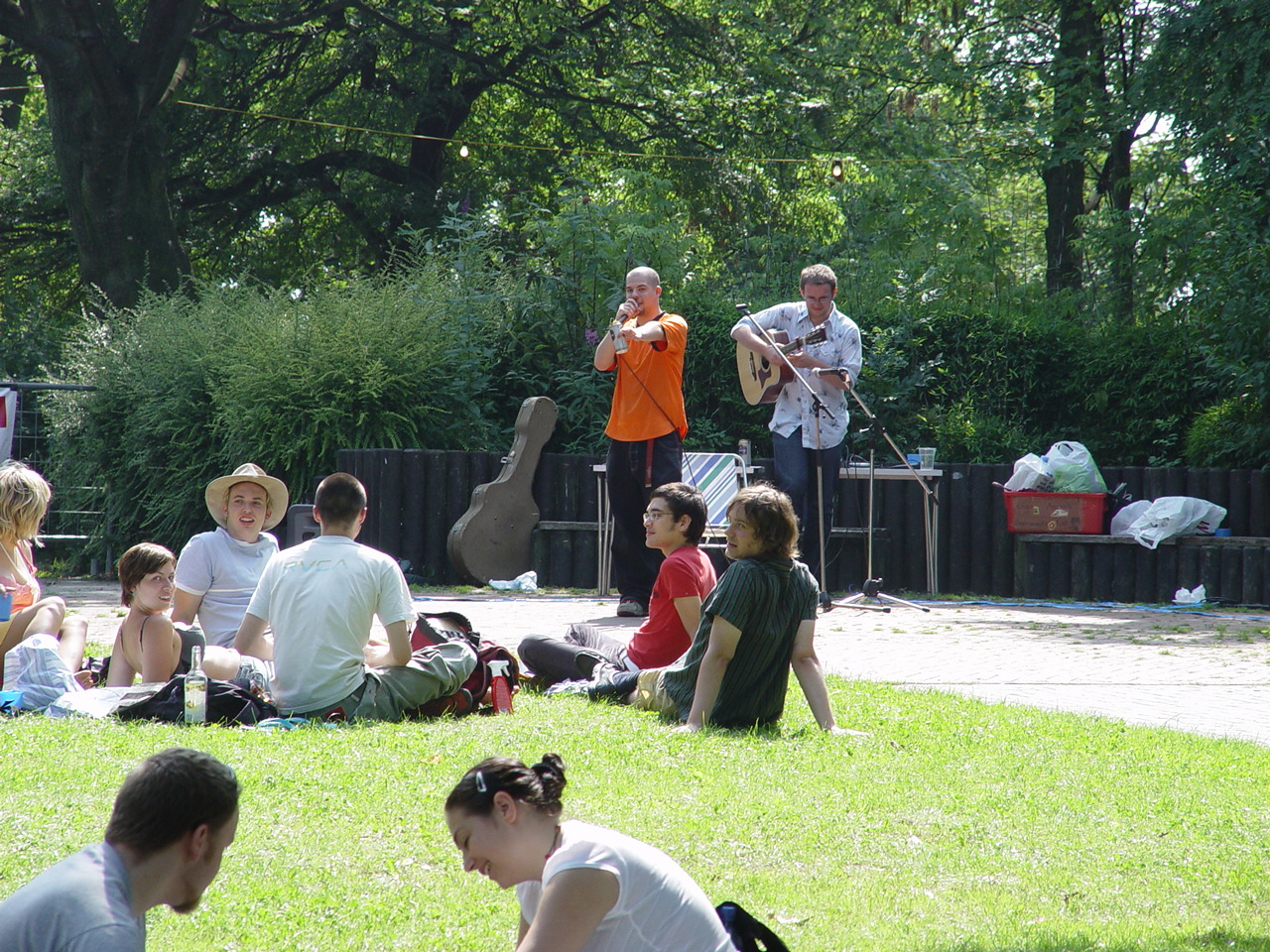
公園での非店舗型オープンマイク(英国　ハイドパーク)
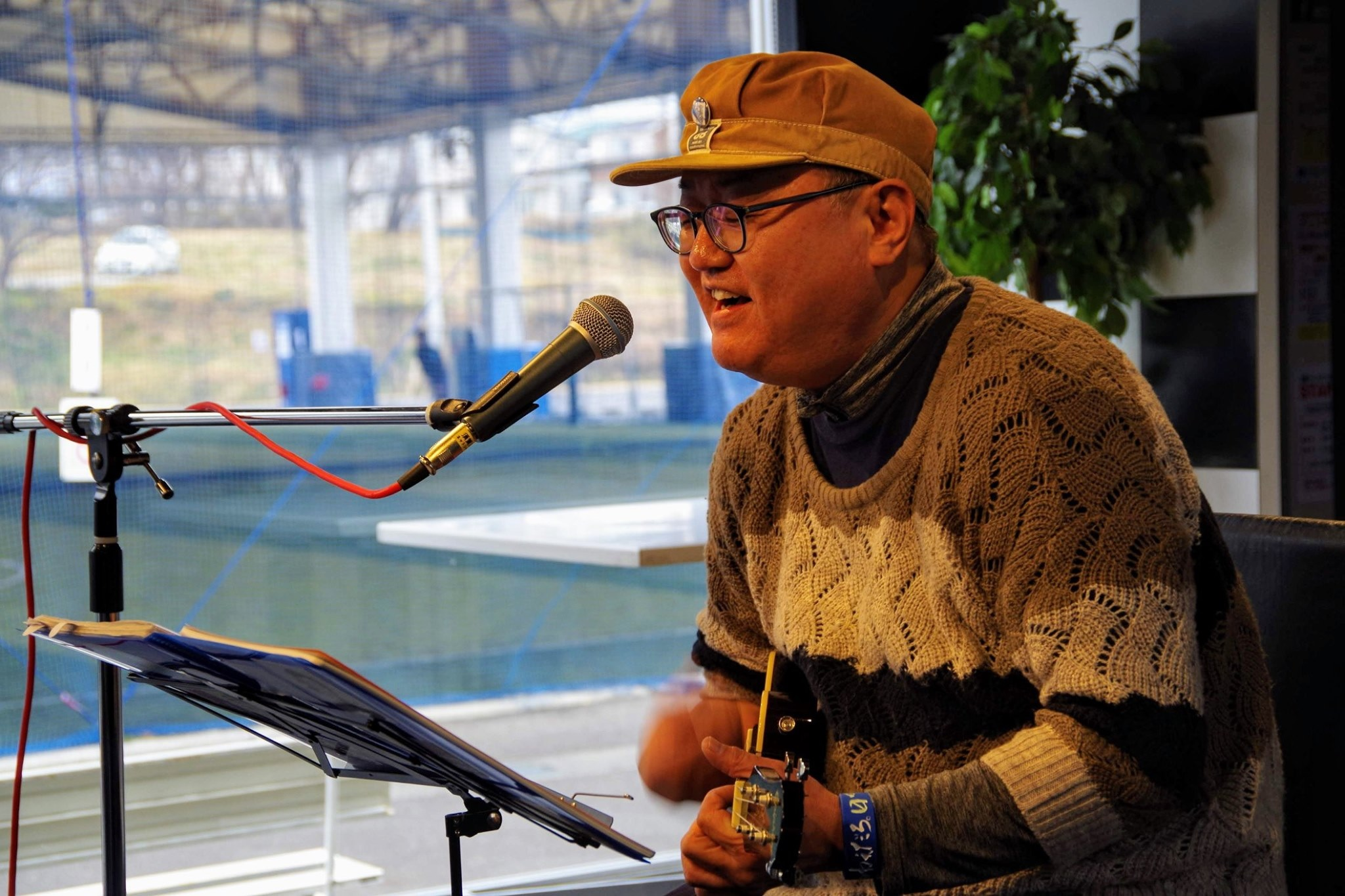
オープンマイクでウクレレで弾き語りをする社会人(日本)